# لا چوررا
لا چوررا (به اسپانیایی: La Chorrera) یک منطقهٔ مسکونی در پاناما است که در استان پانامای غربی واقع شده‌است. لا چوررا ۳۳۷ کیلومتر مربع مساحت و ۱۶۱٫۴۷۰h نفر جمعیت دارد.